# Aix-en-Issart

Aix-en-Issart este o comună în departamentul Pas-de-Calais, Franța. În 1 ianuarie 2022 avea o populație de 267 de locuitori.